# 小花鸢尾
小花鸢尾（学名：Iris speculatrix）为鸢尾科鸢尾属的植物，为中国的特有植物。分布在香港、臺灣、以及中国大陆的贵州、广东、福建、广西、江西、湖南、湖北、四川、安徽、浙江等地，生长于海拔280米至2,200米的地区，见于林缘、路旁、山地或疏林下，目前尚未由人工引种栽培。

## 别名
亮紫鸢尾（中国植物学杂志），八棱麻（四川），六轮茅（贵州）

## 外部連結
- 小花鳶尾 Xiaohuayuanwei （页面存档备份，存于） 藥用植物圖像數據庫 (香港浸會大學中醫藥學院) （繁體中文）（英文）

1. ↑  . orchideenkultur.net.   [13 January 2015]. （原始内容存档于2016-04-02）.
2. ↑  . biodiversitylibrary.org.   [15 January 2015]. （原始内容存档于2016-03-07）.